# Ryan Hall
Ryan Hall (Big Bear Lake, 14 oktober 1982) is een Amerikaanse voormalige langeafstandsloper, die met name bekend was om zijn prestaties op de marathon. Hij werd Amerikaans kampioen op diverse lange afstanden. Ook nam hij tweemaal deel aan de Olympische Spelen, maar won hierbij geen medailles.

## Loopbaan
In 2006 brak Hall het Amerikaanse record tijdens het wereldkampioenschap 20 km in een tijd van 57.54. Eerder dat jaar werd hij Amerikaans kampioen op de 20 km en de 12 km veldlopen. Ook won hij de 10 km van Cow Harbor in 28.23.
In 2007 maakte hij zijn marathondebuut en behaalde een zevende plaats op de Flora marathon van Londen in een tijd van 2:08.24. Dit was de snelste Amerikaanse marathon-debuuttijd ooit. Zes weken voor Londen werd hij nog tweede, achter Meb Keflezighi, op het Amerikaans kampioenschap op de 15 km in een tijd van 44.01 en op 24 januari 2007 liep hij een Amerikaans record op de halve marathon in Houston met een tijd van 59.43.
Op de Olympische Spelen van 2008 in Peking werd Ryan Hall tiende in 2:12.33. Deze wedstrijd werd gewonnen door de Ethiopiër Samuel Wanjiru in de olympische recordtijd van 2:06.32. Bij de volgende Olympische Spelen in Londen bereikte Hall de finish niet.
Tijdens de marathon van Boston in 2011 liep Hall de snelste tijd ooit door een Amerikaan gelopen op de marathon: 2:04.58. Het parcours in Boston komt vanwege de ligging echter niet in aanmerking voor records.
Op 15 januari 2016 maakte Ryan Hall in een interview met The New York Times bekend, dat hij een punt had gezet achter zijn topsportcarrière. Als aanleidingen voor zijn besluit noemde hij chronische vermoeidheid en een laag testosterongehalte.

## Trivia
- Hall trouwde in september 2005 met zijn schoolvriendin Sara Bei.

## Titels
- Amerikaans kampioen veldlopen (12 km) - 2006
- Amerikaans kampioen halve marathon - 2007
- Amerikaans kampioen marathon - 2007
- NCAA-kampioen 5000 m - 2005

## Persoonlijke records
Baan
| Onderdeel   | Prestatie | Datum         | Plaats    |
| ----------- | --------- | ------------- | --------- |
| 1500 m      | 3.42,70   | 9 juni 2001   | Stanford  |
| 2 Eng. mijl | 8.26,26   | 21 mei 2006   | Carson    |
| 5000 m      | 13.16,03  | 24 juni 2005  | Carson    |
| 10.000 m    | 28.07,93  | 31 maart 2007 | Palo Alto |

Weg
| Onderdeel      | Prestatie                   | Datum           | Plaats   |
| -------------- | --------------------------- | --------------- | -------- |
| 15 km          | 43.25                       | 8 oktober 2006  | Debrecen |
| 20 km          | 57.54                       | 8 oktober 2006  | Debrecen |
| halve marathon | 59.43 (AR)                  | 14 januari 2007 | Houston  |
| 25 km          | 1:14.32 (NR)                | 9 oktober 2011  | Chicago  |
| 30 km          | 1:28.38 (NR)                | 13 april 2008   | Londen   |
| marathon       | 2:06.17                     | 13 april 2008   | Londen   |
| marathon       | 2:04.58 (aflopend parcours) | 18 april 2011   | Boston   |

Indoor
| Onderdeel   | Prestatie | Datum           | Plaats |
| ----------- | --------- | --------------- | ------ |
| 2 Eng. mijl | 8.37,74   | 28 januari 2006 | Boston |

## Prestaties

### 12 km
- 2013:  Bay to Breakers - 35.40

### 20 km
- 2006: 11e WK in Debrecen - 57.54

### halve marathon
- 2007:  Amerikaanse kamp. - 59.43
- 2009:  Halve marathon van Philadelphia - 1:01.52

### marathon
- 2007: 7e marathon van Londen - 2:08.24
- 2007:  Amerikaanse olympische selectiewedstrijden New York - 2:09.02
- 2008: 5e marathon van Londen - 2:06.17
- 2008: 10e OS - 2:12.33
- 2009:  marathon van Boston - 2:09.40
- 2009: 4e New York City Marathon - 2:10.36
- 2010: 4e marathon van Boston - 2:08.41
- 2011: 4e marathon van Boston - 2:04.58
- 2011: 5e marathon van Chicago - 2:08.04
- 2012:  Amerikaanse Olympische selectiewedstrijden Houston - 2:09.30
- 2012: DNF OS
- 2014: 20e marathon van Boston - 2:14.40

### veldlopen
- 2006: 19e WK veldlopen (korte afstand) - 11.18
- 2006: 43e WK veldlopen (lange afstand) - 37.29

- World Athletics: 14239724
- International Standard Name Identifier: 0000 0000 8540 9606
- Library of Congress Control Number: n2010051195
- Virtual International Authority File: 123395539
- WorldCat: E39PBJtMpwvW3jcyHgqqVVtVG3